# Rana macrops
Rana macrops là một loài ếch trong họ Ranidae. Chúng là loài đặc hữu của Indonesia.
Các môi trường sống tự nhiên của chúng là các khu rừng ẩm ướt đất thấp nhiệt đới hoặc cận nhiệt đới và sông. Loài này đang bị đe dọa do mất môi trường sống.

## Hình ảnh

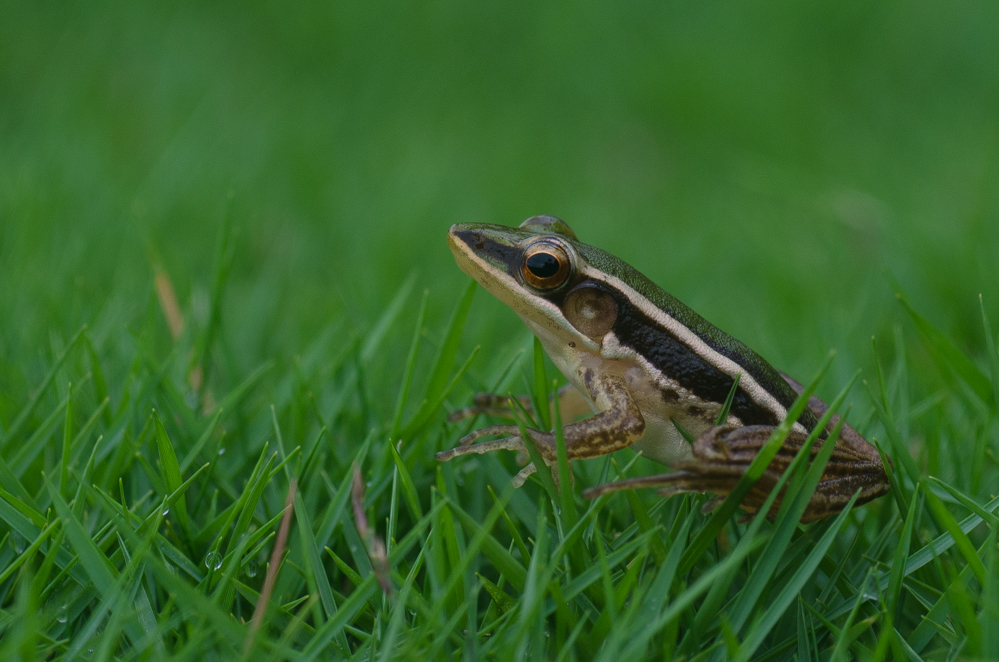